# Zhuang (Zhou-König)
König Zhuang von Zhou (chinesisch 周莊王, Pinyin Zhōu Zhuāng Wáng; gestorben 682 v. Chr.), sein persönlicher Name war Ji Tuo, war der fünfzehnte König der chinesischen Zhou-Dynastie und der dritte der östlichen Zhou-Dynastie. Er regierte 696–682 v. Chr. als Nachfolger seines Vaters, König Huan von Zhou. 682 v. Chr. wurde sein Sohn, König Xi von Zhou, sein Nachfolger. Sein jüngerer Sohn war Prinz Tui.